# Beth Grant
Pour les articles homonymes, voir Grant.
Beth Grant est une actrice et productrice américaine née le 18 septembre 1949 à Gadsden, Alabama (États-Unis). Elle incarne à plusieurs reprises des personnages autoritaires, pudibonds et religieusement fanatiques, notamment dans le film Donnie Darko et la série Malcolm, dans laquelle elle joue la mère de Dabney.

## Biographie

### Jeunesse et débuts
Née le 18 septembre 1949 à Gadsden dans l'état d'Alabama, elle a grandi à Wilmington en Caroline du nord où elle a étudié au lycée New Hanover jusqu'en 1967, à l'obtention de son diplôme. Son père était un spécialiste de la volaille et un vendeur, tandis que sa mère était manageuse pour la Commission pour la sécurité de l'emploi de Caroline du Nord ainsi qu'une militante pour l'Equal Rights Amendment. Grant a toujours dit que sa mère l'avait inspirée pour devenir une actrice.
En 1973, elle a obtenu une licence de beaux-arts en interprétation et mise en scène à l'East Carolina University et est partie vivre à New York afin de poursuivre une carrière d'actrice.

### Carrière
Elle est apparue dans de nombreux films, dont trois lauréats de l'Oscar du meilleur film : Rain Man, No Country for Old Men et Crazy Heart.
Grant a également joué dans plusieurs séries télévisées telles que Malcolm, Earl, The Office, Sabrina, l'apprentie sorcière, How I Met Your Mother, Esprits criminels, Modern Family ou encore Mentalist.
De plus, elle a joué le même personnage, Marianne Marie Beetle, dans les séries Wonderfalls et Pushing Daisies, toutes deux créées par Bryan Fuller, et elle joue également le personnage de Marie dans Mockingbird Lane, remake de la série Les Monstres qui devait initialement être une série télévisée, mais n'ayant pas reçu le succès escompté s'est finalement inscrit dans le cinéma en tant que téléfilm, le pilote ayant seulement vu le jour.
Grant a aussi fait une apparition en tant que guest-star dans la troisième saison de la sitcom Husbands, jouant Gillian, la mère de Brady Kelly.
Inspirée par Mindy Kaling (The Mindy Project), Grant prépare une comédie musicale qui se déroulerait en 1969 dans le Greenwich Village[réf. nécessaire].

### Vie privée
Beth Grant a épousé l'acteur Michael Chieffo en 1984 ou en 1985. Le couple a eu une fille, l'actrice Mary Chieffo. Ils vivent à Los Angeles.

## Filmographie

### Actrice

#### Cinéma
- 1988 : Rain Man : Mother at Farm House
- 1989 : L'Enfant génial (The Wizard) : Diner Manager
- 1990 : L'Expérience interdite (Flatliners) : Housewife
- 1990 : Un look d'enfer (Don't Tell Her It's Me) : Babette
- 1990 : Welcome Home, Roxy Carmichael de Jim Abrahams : Lillian Logerfield
- 1990 : Chucky, la poupée de sang : Mademoiselle Kettlewell
- 1990 : Eating
- 1992 : Sables mortels (White Sands) : Roz Kincaid
- 1992 : Love Field : Hazel
- 1993 : La Part des ténèbres (The Dark Half) : Shayla Beaumont
- 1994 : L'Or de Curly (City Slickers II: The Legend of Curly's Gold) : Lois
- 1994 : Speed : Helen
- 1995 : Lieberman in Love de Christine Lahti : Linda Baker
- 1995 : Safe : Becky (auditorium speaker)
- 1995 : Extravagances (To Wong Foo Thanks for Everything, Julie Newmar) : Loretta
- 1996 : Le Droit de tuer ? (A Time to Kill) : Cora Mae Cobb
- 1996 : Love Always : Stephanie
- 1997 : Interruptions : Peggy, the mistress
- 1997 : Secrets (A Thousand Acres) : Roberta
- 1997 : Lawn Dogs : Trent's Mother
- 1998 : Angelmaker : Mrs. Turcott
- 1998 : Docteur Dolittle (Doctor Dolittle) : Woman
- 1998 : Danse passion (Dance with Me) : Lovejoy
- 2000 : Sordid Lives : Sissy Hickey
- 2001 : Donnie Darko : Kitty Farmer
- 2001 : The Rising Place : Melvina Pou
- 2001 : Pearl Harbor : Motherly Secretary
- 2001 : Rock Star : Mrs. Cole
- 2002 : Evil Alien Conquerors (en) de Chris Matheson :Sheila
- 2002 : Desert Saints : Lou
- 2002 : Rêve de champion (The Rookie) : Olline
- 2002 : A.K.A. Birdseye : Ruth Betters
- 2003 : Judge Koan : Brenda Lundy
- 2003 : Les Associés (Matchstick Men) : Laundry Lady
- 2004 : Sweet Union : Mama Iris Bailey
- 2004 : A One Time Thing : Mom
- 2005 : Our Very Own : Virginia Kendal
- 2005 : Homefront : Pam
- 2005 : Daltry Calhoun : Dee
- 2005 : Hard Pill : Mom
- 2006 : Hard Scrambled : Alice
- 2006 : Hot Tamale : Dori Woodriff
- 2006 : Southland Tales : Dr. Inga Von Westphalen / Marion Card
- 2006 : Little Miss Sunshine : Pageant Official Jenkins
- 2006 : The House of Usher : Mrs. Thatcher
- 2006 : Mémoires de nos pères (Flags of Our Fathers) : Mrs. Gagnon
- 2007 : Welcome to Paradise : Frances Loren
- 2007 : No Country for Old Men : Carla Jean's Mother
- 2008 : Henry Poole (Henry Poole Is Here) de Mark Pellington : Josie
- 2009 : Crazy Heart de Scott Cooper : Jo Ann
- 2009 : Extract de Mike Judge : Mary
- 2010 : All About Steve de Phil Traill : Madame Horowitz
- 2010 : Operation Endgame de Fouad Mikati : Susan
- 2011 : The Artist de Michel Hazanavicius : la domestique de Peppy
- 2012 : Blues for willadean de Del Shores
- 2013 : Tandis que j'agonise (As I lay dying) de James Franco : Addie Bundren
- 2013 : Bad Words de Jason Bateman : Irene
- 2014 : Faults de Riley Stearns : Evelyn
- 2016 : Heartland de Maura Anderson : Crystal
- 2016 : Jackie de Pablo Larraín : Lady Bird Johnson
- 2017 : Lucky : Elaine
- 2019 : The Long Home de James Franco :  Mme Winer
- 2021 : Willy's Wonderland : Sheriff Lund
- 2022 : Amsterdam de David O. Russell : Mrs. Dillenbeck

#### Télévision
- 1986 : God, the Universe & Hot Fudge Sundaes (TV) : Waitress
- 1987 : Prise au piège (Deadly Care) (TV) : Madge
- 1989 : I Know My First Name Is Steven (TV) : Mrs. Beta
- 1990 : Cas de conscience (The Image) (TV) : Martha Packard
- 1990 : Fall from Grace (TV) : Paulene
- 1991 : Confusion tragique (Switched at Birth) (TV) : Sophie
- 1992 : Delta (en) (série TV) : Thelma Wainwright
- 1992 : Balades fatales (Overkill: The Aileen Wuornos Story) (TV) : Pat McGinty
- 1994 : Friends (saison 1 episode 3) : Lizzy
- 1996 : Norma Jean & Marilyn (TV) : Grace Goddard
- 1997 : To Dance with Olivia (TV)
- 1997 : Desert's Edge (TV)
- 1998 : Five Houses (TV) : Arlene
- 1999 : La Voix du Tennessee (Blue Valley Songbird) (TV) : Ruby
- 1999 : Angel (série TV) : Maud Pearson (saison 1, episode 5)
- 2000 - 2003 : Malcolm : Dorene Hooper, la mère de Dabney (saison 1 épisode 8, saison 4 épisode 14)
- 2001 : Arabesque : L'Heure de la justice (TV)
- 2004 : A Thief of Time (TV) : Ranger Mildred Luna
- 2005 : Mystery Woman: Mystery Weekend (TV) : Angela Cooke
- 2006 - 2007 : Jericho (série TV) : Gracie Leigh
- 2006 : Earl (My name is Earl) : Madame Mariano, la mère de Ralph (saison 2, épisode 5)
- 2008 : Périls sur la terre (Polar Opposites) de Fred Olen Ray (TV) : Général Railen
- 2008 : The Office (saison 4 épisode 13, saison 9 épisode 13) : Melvina
- 2010 : Esprits criminels (saison 5 épisode 16) : Anita Weld Roycewood
- 2012 - 2017 : The Mindy Project : Beverly
- 2014 : C'est pas moi : Judy Tanzer-Dinkins
- 2016 : Jamais sans mon fils (Great Plains) : Tess
- 2019 : Les Désastreuses Aventures des orphelins Baudelaire (Lemony Snicket's A Series of Unfortunate Events) : la femme avec des cheveux mais pas de barbe
- 2023 : Mayfair Witches : Carlotta Mayfair
- 2025 : The Bondsman (mini-série) : Kitty

### Productrice
- 2003 : Judge Koan